# Fleet-Gletscher
Der Fleet-Gletscher (von englisch fleet ‚flüchtig‘) ist ein Gletscher auf der westantarktischen James-Ross-Insel. Er mündet in Konfluenz mit dem östlich benachbarten Swift-Gletscher in das Kopfende der Swift Bay.
Das UK Antarctic Place-Names Committee gab ihm 2006 seinen an die Benennung seines Nachbargletschers angelehnten Namen.